# Кварто ди Сото (Форли-Чезена)
Кварто ди Сото (итал. Quarto di Sotto) је насеље у Италији у округу Форли-Чезена, региону Емилија-Ромања.
Према процени из 2011. у насељу је живело 44 становника. Насеље се налази на надморској висини од 327 м.